# Clubiona damirkovaci
Clubiona damirkovaci là một loài nhện trong họ Clubionidae. Loài này được phát hiện ở Malaysia.